# Szturm

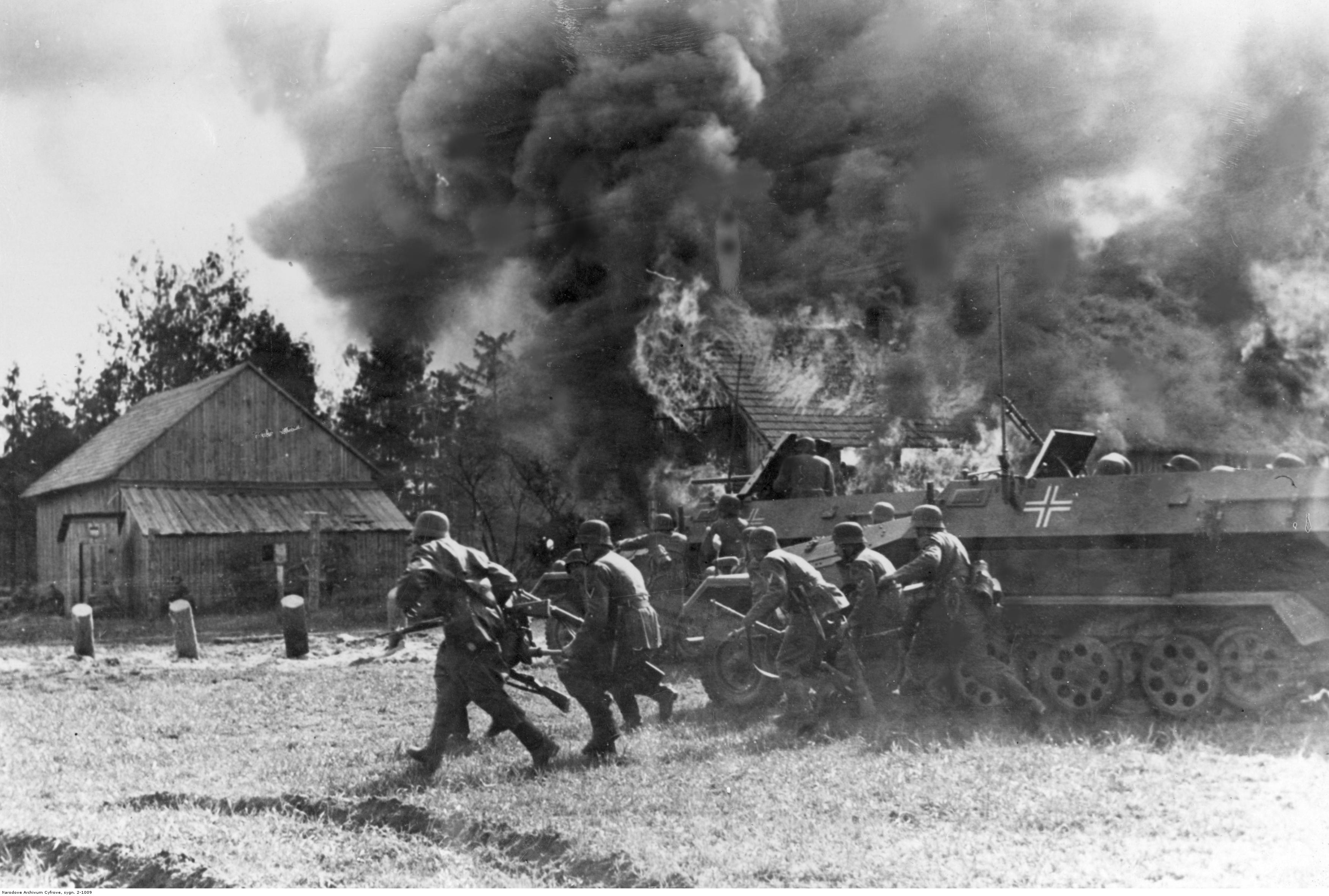
Szturm niemieckiej piechoty podczas II wojny światowej (front wschodni, 1941 r.)

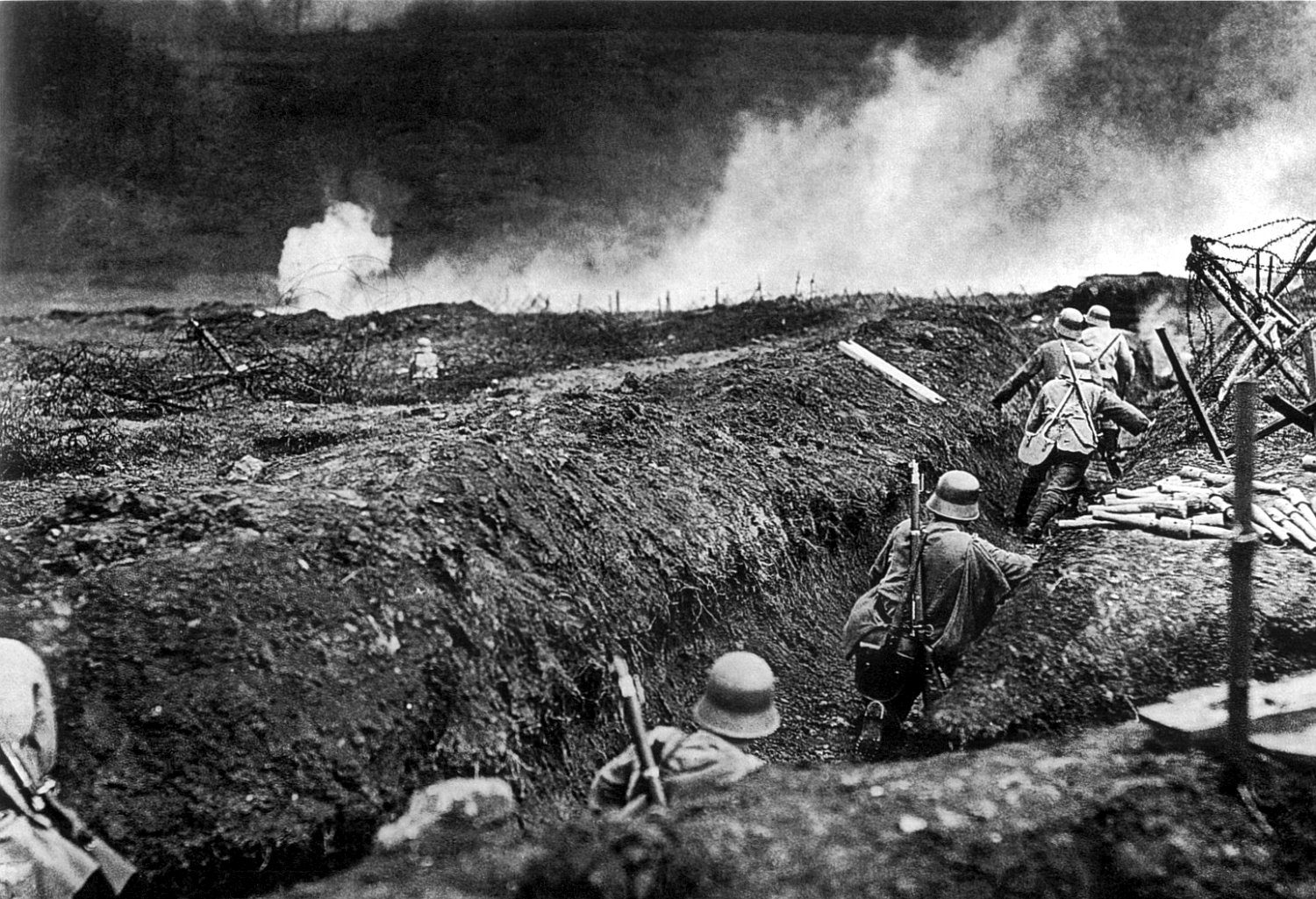
Niemiecka grupa szturmowa (Sedan, 1917 r.)

Szturm – etap działania taktycznego w postaci bezpośredniego, skoncentrowanego i gwałtownego uderzenia piechoty na silnie bronione pozycje przeciwnika w celu ich zdobycia.
Współcześnie w terminologii polskojęzycznej określenie szturm stosowane jest zazwyczaj w odniesieniu do działań historycznych, a w nomenklaturze Wojska Polskiego zostało zastąpione terminem atak (mającym jednak szersze znaczenie).

## Charakterystyka
Szturm dokonywany jest pododdziałami lub oddziałami piechoty przy możliwym wsparciu innych rodzajów wojsk (np. pododdziałów pancernych). Jego celem może być należący do przeciwnika punkt oporu, obiekt (np. schron, budynek), rejon, pozycja, twierdza, miejscowość itp. Powodzenie szturmu zależne jest od doskonałego zorganizowania i wszechstronnego przygotowania uczestniczących w nim wojsk.
W czasie II wojny światowej szturmy dokonywane były zazwyczaj bezpośrednio po przygotowaniu ogniowym na pierwszą linię pozycji przeciwnika stanowiąc pierwszą fazę natarcia większych pododdziałów, oddziałów lub związków taktycznych piechoty lub wojsk pancernych.

## W lotnictwie

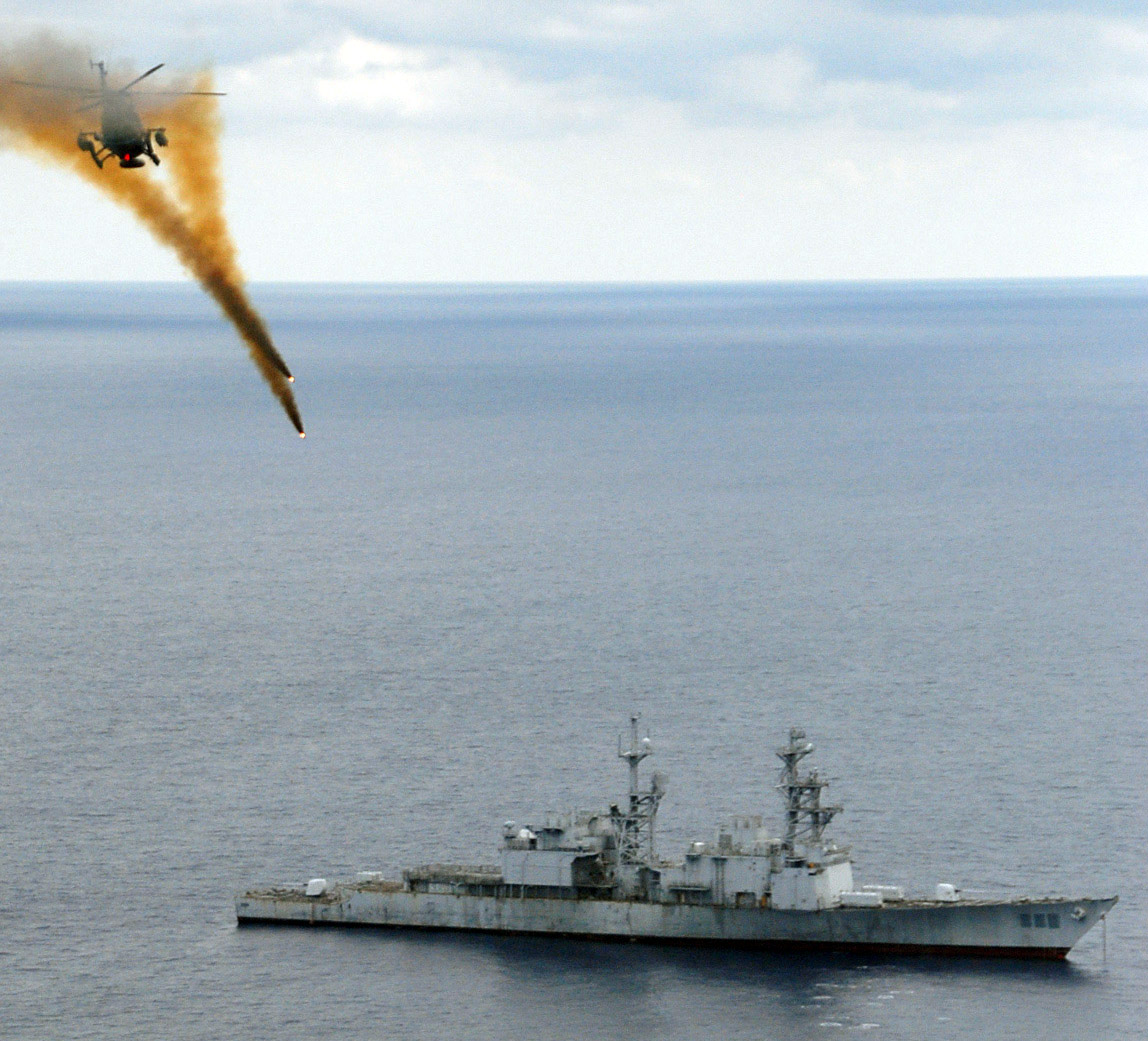
„Szturm” w ujęciu lotniczym – szturmowe działanie lotnictwa

W lotnictwie występują ponadto pojęcia: „szturm powietrzny” i „szturmowe działania lotnictwa”.
- Szturm powietrzny to rodzaj działań bojowych prowadzonych przez specjalnie przygotowane pododdziały wojsk lądowych, które wykorzystując statki powietrzne, wykonują uderzenie z powietrza na wybrany obiekt w celu jego zniszczenia lub obezwładnienia, po czym wycofują się z walki i uderzają w innym miejscu i czasie. W przeciwieństwie do klasycznego szturmu, głównym zadaniem wojsk wykonujących szturm powietrzny jest niszczenie i obezwładnienie obiektów przeciwnika, a nie ich opanowanie[2].
- Szturmowe działania lotnictwa to rodzaj ataku lotniczego przeprowadzanego na celach naziemnych lub nawodnych z minimalnej odległości i wysokości. Wykonywany przez statki powietrzne stosujące różnorodne manewry i środki rażenia[2].